# Alien 4 (Hawkwind)
Alien 4 es el vigésimo álbum de estudio de Hawkwind, lanzado por Emergency Broadcast System Records en 1995.
Este disco cuenta con la participación del vocalista Ron Tree y el guitarrista Jerry Richards, quienes se suman a Dave Brock, Richard Chadwick y Alan Davey, trío que se constituyó en la formación básica y fija de Hawkwind desde principios de la década de 1990.
El álbum, editado en CD y doble long play, incluye tres viejas canciones regrabadas: "Death Trap", originalmente incluido en "PXR5" (1979), "Wastelands", que apareció como "Wastelands of Sleep" en "The Xenon Codex" (1988), y "Are You Losing Your Mind?", cuya versión original en "Quark, Strangeness and Charm" (1977) fue titulada "The Iron Dream".
La banda se embarcó en una gira promocional de 13 fechas por Gran Bretaña en octubre de 1995, sumadas a 7 fechas adicionales por otros países de Europa. El concierto del 19 de octubre en el Colston Hall, de Bristol, fue filmado, grabado y editado como "Love in Space", tanto en audio como en vídeo.

## Lista de canciones
Lado A
1. "Abducted" (Ron Tree, Brock) – 2:45
2. "Alien (I Am)" (Brock) – 7:46
3. "Reject Your Human Touch" (Tree, Brock, Richard Chadwick, Alan Davey) – 2:20
4. "Blue Skin" (Tree, Brock, Chadwick, Davey) – 7:07

Lado B
1. "Beam Me Up" (Hawkwind) – 4:11
2. "Vega" (Davey) – 3:51
3. "Xenomorph" (Tree, Davey) – 4:52
4. "Journey" (Brock, Davey) – 3:12

Lado C
1. "Sputnik Stan" (Davey) – 7:03
2. "Kapal" (Brock, Chadwick, Davey) – 5:11
3. "Festivals" (Kris Tait, Brock) – 6:50

Lado D
1. "Death Trap" (Robert Calvert, Brock) – 3:57
2. "Wastelands" [o "Wastelands Of Sleep"] (Brock) – 1:22
3. "Are You Losing Your Mind?" (Tree, Brock, Chadwick, Davey) – 2:33
4. "Space Sex" (Brock)  - sólo en vinilo o CD 2010

## Personal
- Dave Brock: guitarra, voz, teclados
- Alan Davey: bajo, voz
- Richard Chadwick: batería
- Ron Tree: voz
- Jerry Richards: guitarra en D1 & D3